# Nordmakedoniens ambassad i Stockholm
Nordmakedoniens ambassad i Stockholm  är Nordmakedoniens diplomatiska representation i Sverige. Ambassaden upprättades 1994. Ambassadör sedan 2014 är Aleksandra Nakeva Ruzin. Diplomatkoden på beskickningens bilar är EP.

## Fastigheter
Ambassaden är inrymd i en fastighet på Riddargatan 35 på Östermalm i centrala Stockholm. Byggnaden restes ursprungligen 1911-12 som bostadshus och ritades av arkitekterna Sigurd Westholm & John Bagger.

## Beskickningschefer
| Namn                    | Period    | Funktion   |
| ----------------------- | --------- | ---------- |
| Kire Ilioski            | 2011–2014 | Ambassadör |
| Aleksandra Nakeva Ružin | 2014–     | Ambassadör |